# 妙法寺 (恵那市)
妙法寺（みょうほうじ）は、岐阜県恵那市岩村町911-2にある日蓮宗の寺院。

## 歴史
承応年間に岩村藩主の丹羽氏定の娘多阿姫が高坂藩主の加賀爪直清に嫁したが難産で苦しんだため、日蓮宗の日輝上人の祈祷を受けたところ安産をすることができた。
氏定は、これを機会に一寺を建てて、日輝上人を迎えようとしたが、代わりに伊豆国玉沢の妙法華寺の僧日亮を紹介されて、日亮が妙法寺を開山した。
山号は当初、妙法華寺と同じ経王山としたが、数年を経て丹羽氏定が没し、興昌院殿桃雲宗萼大居士としたので、その戒名を基に桃萼山に変更した。
丹羽氏は妙法寺に50石を附して保護していたが、5代の丹羽氏音が元禄15年（1702年）に越後の高柳藩に転封となると、民間の寺となり、当時、岩村の有力者であった山内五郎左衛門の尽力により栄えた。
天保年間に大火にあって諸堂が灰燼に帰したが、その後住職の日勇と日令の二代にわたる尽力で元の状態に復興した。
また明治初頭の苗木藩による廃仏毀釈の際に苗木城下にあって廃寺とされた佛好寺から引き継いだ寺宝が多くある。
岩村城の城門であった二の丸赤時門が山門として使用されており、山門の扁額の「不弐門」は頼山陽の書である。

### まくら冢と五佛寺
丹羽氏定の後を継いだ丹羽氏純は戦国末期に岩村城の戦いにより織田信長により逆磔によって処刑された武田方の武将秋山虎繁と、妻のおつやの方の霊の祟りにより岩村藩主が遭難したり後嗣が夭折すると言われていたため、その祟り鎮めるために、妙法寺の境内に、天台宗の恵照山　五佛寺を建て、丹羽氏明の母・香樹院の兄が剃髪して住職となった。
五佛寺は、元禄15年（1702年）5代の丹羽氏音が越後の高柳藩に転封となり、信州小諸藩から松平乗紀が岩村藩主となった時に本尊を土岐郡の桜堂薬師に移して廃寺としたため現存していないが、妙法寺の境内に残る「まくら冢」は、秋山虎繁と、妻のおつやの方の供養塔である。

## 寺宝
- 宗祖日蓮大菩薩像
- 火中出現板本尊
- 三十番神像火中不焼宗祖真筆
- 十界曼荼羅本尊
- 涅槃画像
- 三十番神像
- 七面大明神像
- 加藤清正公像